# Sergei Wiktorowitsch Samsonow
Sergei Wiktorowitsch Samsonow (russisch Сергей Викторович Самсонов; englische Transkription: Sergei Viktorovich Samsonov; * 27. Oktober 1978 in Moskau, Russische SFSR) ist ein ehemaliger russischer Eishockeyspieler, der im Verlauf seiner aktiven Karriere zwischen 1994 und 2011 unter anderem 964 Spiele für die Boston Bruins, Edmonton Oilers, Canadiens de Montréal, Chicago Blackhawks, Carolina Hurricanes und Florida Panthers in der National Hockey League auf der Position des linken Flügelstürmers bestritten hat. Seinen größten Karriereerfolg feierte Samsonow, als er während der NHL-Lockout-Saison 2004/05 mit dem HK Dynamo Moskau den Gewinn der Russischen Meisterschaft feierte.

## Karriere
In der Saison 1992/93 spielte Samsonow, der seine Anfänge beim Moskauer Stadtteilklub Schaiba Selenograd hatte, zusammen mit einigen anderen Russen im Nachwuchs des ECD Sauerland. 1994 kehrte er zum HK ZSKA Moskau zurück, von dort er 1996 aufgrund der besseren Perspektiven nach Nordamerika wechselte. Bereits 1995 war er beim CHL Import Draft von den Ottawa 67’s aus der Ontario Hockey League als insgesamt achter Spieler ausgewählt worden, verblieb aber noch ein Jahr in Moskau. Seine erste Station waren die Detroit Vipers in der International Hockey League. Dort wurden die Scouts der NHL tatsächlich auf ihn aufmerksam und er wurde schon beim NHL Entry Draft 1997 als insgesamt Achter schon in der ersten Runde gezogen. Zudem hatten ihn die Owen Sound Platers beim CHL Import Draft 1997 in der zweiten Runde als insgesamt 45. Spieler gedraftet, sie kamen aber wegen des NHL-Angebots nicht zum Zuge. Seitdem spielte er bis auf die wegen des Lockouts ausgefallene Saison 2004/05 immer bei seinem Draftklub den Boston Bruins, bei denen er in der Saison 1997/98 die Calder Memorial Trophy als bester Rookie der Saison gewinnen konnte. Den Lockout überbrückte er teilweise beim HK Dynamo Moskau. Am 9. März 2006 wurde er von den Boston Bruins zu den Edmonton Oilers transferiert.
Nachdem er mit den Oilers in der Stanley-Cup-Finalserie an den Carolina Hurricanes gescheitert war, wurde er nach der Saison ein Free Agent und unterzeichnete im Juli 2006 einen Zweijahresvertrag bei den Canadiens de Montréal.
In Montréal konnte er 2006/07 nicht überzeugen und war Teil vieler Transfergerüchte. Nachdem er Anfang Februar 2007 äußerte, dass er mit seiner Situation in Montréal nicht zufrieden sei und er am liebsten durch einen Transfer das Team wechseln möchte, wurde er von den Canadiens auf die Waiver-Liste gesetzt, doch aufgrund seines hohen Gehalts wurde er von keinem Team verpflichtet. Er kam daraufhin nur noch zu wenigen Einsätzen und verpasste mit den Canadiens die Playoffs.
Im Juni 2007 wurde er für Tony Salmelainen und Jassen Cullimore zu den Chicago Blackhawks transferiert. Da diese sich mit seinen Leistungen ebenfalls nicht zufrieden zeigten, setzten die Blackhawks ihn ebenfalls auf die Waiver-Liste, von wo ihn schließlich die Carolina Hurricanes auswählten. Dort konnte der Russe nach langer Zeit wieder an früher gezeigte Leistungen anknüpfen und erhielt am Saisonende einen neuen Vertrag über eine Laufzeit von drei Jahren. Ende Februar 2011 wurde er kurz vor der Trade Deadline in einem Tauschhandel für Bryan Allen an die Florida Panthers abgegeben.
Nachdem er seine aktive Karriere beendet hatte, kehrte er zu den Hurricanes zurück, wo er zunächst ab 2015 als Pro Scout tätig war. Seit 2018 ist er dort Development Coach.

### International
Im Juniorenbereich nahm Samsonow zunächst mit dem russischen Nachwuchs an den U18-Europameisterschaften 1995, als er zum besten Stürmer und in das All-Star-Team des Turniers gewählt wurde, und 1996, als seine Mannschaft Europameister wurde und er erneut in das All-Star-Team des Turniers gewählt wurde. Mit der russischen U20-Auswahl spielte er sodann bei den Junioren-Weltmeisterschaften 1996 und 1997, als jeweils die Bronzemedaille gewonnen wurde. Er selbst wurde 1997 als Torschützenkönig auch in das All-Star-Team des Turniers gewählt.
Mit der russischen Herren-Mannschaft gewann er bei den Olympischen Winterspielen 2002 in Salt Lake City die Bronzemedaille.

## Erfolge und Auszeichnungen
| - 1997 Turner-Cup-Gewinn mit den Detroit Vipers - 1997 Garry F. Longman Memorial Trophy - 1998 NHL-Rookie des Monats Januar - 1998 NHL All-Rookie Team | - 1998 Calder Memorial Trophy - 2001 Teilnahme am NHL All-Star Game - 2005 Russischer Meister mit dem HK Dynamo Moskau |

### International
| - 1995 Bester Stürmer der U18-Junioren-Europameisterschaft - 1995 All-Star-Team der U18-Junioren-Europameisterschaft - 1996 Goldmedaille bei der U18-Junioren-Europameisterschaft - 1996 All-Star-Team der U18-Junioren-Europameisterschaft - 1996 Bronzemedaille bei der Junioren-Weltmeisterschaft | - 1997 Bronzemedaille bei der Junioren-Weltmeisterschaft - 1997 Bester Torschütze der Junioren-Weltmeisterschaft - 1997 All-Star-Team der Junioren-Weltmeisterschaft - 2002 Bronzemedaille bei den Olympischen Winterspielen |

## Karrierestatistik

### International
Vertrat Russland bei:
| - U18-Junioren-Europameisterschaft 1995 - U20-Junioren-Weltmeisterschaft 1996 - U18-Junioren-Europameisterschaft 1996 | - U20-Junioren-Weltmeisterschaft 1997 - Olympischen Winterspielen 2002 - World Cup of Hockey 2004 |

(Legende zur Spielerstatistik: Sp oder GP = absolvierte Spiele; T oder G = erzielte Tore; V oder A = erzielte Assists; Pkt oder Pts = erzielte Scorerpunkte; SM oder PIM = erhaltene Strafminuten; +/− = Plus/Minus-Bilanz; PP = erzielte Überzahltore; SH = erzielte Unterzahltore; GW = erzielte Siegtore; 1 Play-downs/Relegation; Kursiv: Statistik nicht vollständig)